# José Chamot
José Antonio Chamot (né le 17 mai 1969 à Concepción del Uruguay) est un footballeur argentin, qui évoluait au poste de défenseur. Polyvalent il était capable de jouer aussi bien sur les côtés que dans l'axe. Il a passé l'essentiel de sa carrière en Italie.

## Palmarès
- Équipe d'Argentine
  - 43 sélections et 2 buts entre 1993 et 2002
  - Participation à trois Coupes du monde : 1994 (Huitième de Finaliste), 1998 (Quart de Finaliste) et 2002 (Éliminé au Premier Tour)
  -  Médaille d'argent aux Jeux olympiques d'Atlanta en 1996

- Lazio Rome
  - Vainqueur de la coupe d'Italie en 1998

- Milan AC
  - Vainqueur de la ligue des champions en 2003
  - Vainqueur de la coupe d'Italie en 2003